# The Bells (Game of Thrones)
«The Bells» es el quinto episodio de la octava y última temporada de la serie de fantasía medieval de HBO, Game of Thrones. Fue escrito por David Benioff y D. B. Weiss, y dirigido por Miguel Sapochnik. 
El episodio muestra la última batalla por el Trono de Hierro, en la que Daenerys Targaryen incendia Desembarco del Rey para conseguir su objetivo. The Bells marcó las apariciones finales de Conleth Hill (Varys), Pilou Asbæk (Euron Greyjoy), Anton Lesser (Qyburn), Hafþór Júlíus Björnsson (Gregor Clegane) y Rory McCann (Sandor Clegane). Está considerado por los fans de la serie como uno de los peores capítulos por la velocidad de sus acontecimientos.

## Argumento

### En Rocadragón
Varys intenta convencer a Jon de tomar el Trono de Hierro debido a la inestabilidad mental de Daenerys, pero Jon se niega a traicionar a la que considera su reina. Tyrion informa a Daenerys del complot de Varys y es testigo de la ejecución de su amigo. Posteriormente, Tyrion intenta convencer a Daenerys de que no queme Desembarco del Rey al amanecer, y le propone un plan para que no haya ninguna guerra y ella tome el trono pacíficamente.
Tyrion se reúne con Jaime después de enterarse de que lo habían atrapado furtivamente, diciéndole que debía convencer a Cersei para que se rindiera mientras hacía los arreglos para que fueran contrabandeados a Pentos.

### En Desembarco del Rey
Al día siguiente, ambos bandos se preparan para la batalla. Jaime se infiltra en Desembarco del Rey al mismo tiempo que Arya y Sandor lo hacen con el objetivo de asesinar a La Montaña y a Cersei. Daenerys llega con Drogon, y destruye tanto la Flota de Hierro como a la Compañía Dorada, lo que le permite a su ejército romper las puertas y entrar a la ciudad. Las fuerzas restantes de los Lannister se rinden, pero Daenerys se niega a aceptarlo al observar la Fortaleza Roja y recordar todo lo que le ha sido arrebatado a su familia y procede a quemar soldados y civiles vivos mientras el ejército aliado sigue su ejemplo y mata a todos en su camino.
Jaime mata a Euron mientras intenta entrar a la Fortaleza Roja para llevarse a Cersei de la ciudad. Sandor convence a Arya para que renuncie a matar a Cersei y se enfrenta a su hermano, La Montaña, logrando darle muerte a costa de su propia vida. Con sus fuerzas destruidas, Cersei se reúne con Jaime e intentan huir, pero son aplastados cuando su túnel de escape colapsa. Arya es testigo de la destrucción de Desembarco del Rey de primera mano y logra escapar de la ciudad con vida.

## Producción

### Guion
El episodio fue escrito por David Benioff y D. B. Weiss.

### Grabación
El episodio fue dirigido por Miguel Sapochnik. Este fue su último capítulo de la serie como director.
Para la filmación del episodio, la ciudad de Dubrovnik fue recreada como Desembarco del Rey cerca de los estudios de Belfast. Para filmar la escena de la muerte de Varys tuvieron que emplear siete meses, debido a que la lluvia posponía el rodaje.
En una foto promocional de la escena en la que Jaime y Cersei se abrazan en la Fortaleza Roja, se ve la mano derecha de Jaime aparentemente ilesa, en lugar de la prótesis metálica que recibió el personaje en la cuarta temporada. En el episodio real, solo se ve la mano metálica. El error en la imagen recordó el fallo de la taza de café del episodio anterior.

## Recepción

### Audiencia
El episodio fue visto por 12.48 millones de espectadores en su transmisión inicial en vivo por HBO, lo que lo convierte en el episodio más visto de la serie hasta la fecha, así como en la transmisión de una serie de HBO más vista de la historia, superando al episodio "The Dragon and the Wolf". Otros 5.9 millones de espectadores vieron el capítulo en plataformas de transmisión, por lo que, en total, suman 18,4 millones de espectadores.